# محمد رمضان حسين
محمد رمضان حسين هو مترجم كُتب مصري عن اللغة الألمانية. صدر له عدة كتب مترجمة منها الناي الذهبي الذي نُشر في نسختهِ الأولى عام 1993، ثمّ كتاب العصفورة التي تبيض ذهبًا والذي نُشر هو الآخر أول مرة عام 1993، فضلًا عن كتاب التحدي الصيني - أثر الصعود الصيني في حياتنا الذي صدر أول مرة عام 2006 وقد ترجمهُ محمد رمضان حسين عن الصحفيّ الألماني فولفجانج هيرن، وأخيرًا وليس آخرًا كتاب نار حية - قصة حب ميلينا يسنسكا التي صدرت في نسختها الأولى عام 2016 عدى عن بعض الكتيّبات الأخرى.

## المسيرة المهنيّة
بدأ المترجم المصري محمد رمضان حسين مسيرتهُ المهنيّة في عالم الكتب والترجمة في عقد التسعينيات من القرن العشرين حينما نشر في عدة صحف مصرية وعربية ثم ترجم العديد من القصص الأدبية وقصص الأطفال منها: «الناي الذهبي»، و«العصفورة التي تبيض ذهبًا»، كما ترجمَ كتاب «التحدي الصيني - أثر الصعود الصيني في حياتنا» وهو الكتاب الذي زاد من شهرة الكاتب المصري بشكل كبير. لقد صدر هذا الكتاب ضمن سلسلة كتاب العربية التابعة للمجلة العربية العدد رقم (14) حيث تُرجم عن الصحفيّ الألماني «فولفجانج هيرن». صدرت النسخة العربية من الكتاب في 312 صفحة تشملُ إضاءة ومقدمة و12 فصلًا، ومن ضمن فصول الكتاب: ظهور قوة عالمية جديدة، ملايين العقول الذكية، بناء في الشرق وانهيار في الغرب، البداية بتصنيع الأحذية والآن الصواريخ، لاعب جديد، غزو سلمي.
قدَّم محمد رمضان حسين أيضًا ترجمة كتاب جديد صدر تحت عنوان «نار حية - قصة حب ميلينا يسنسكا» الذي ترجمهُ عن الكاتب «ألويس برينتس». والذي يتحدث عن قصّة حياة حيّة مفعمة لامرأة لم تفقد عزيمتها وشجاعتها وقدرتها على المحبة المتناهية حتى في أحلك الأوقات.
ترجم محمد رمضان أيضًا رواية «سر ملتهب» وهي الرواية التي صدرت في نسختها الأصليّة عام 1913 للكاتب النمساوي «شتيفان تسفايج». تطرقت هذه الرواية للتغيرات النفسية التي تطرأُ على الإنسان من خلال قصّة خطوات صبي صغير يتلمّسُ الخطوات نحو عالم الكبار، بين الحلم والواقع، كما ترجم رواية أخرى بعنوان «ملحمة الذئاب» للكاتبة النمساوية «كيتي ريشايس». حقّقت هذه الرواية نجاحًا مقبولًا وساهمت بشكل أو بآخر في شهرة المترجم المصري. تدورُ قصّة الرواية فيما يُعرف بوادي الرياح الهامسة، حيث لا يزال العالم منظمًا. تعيش «آكونا»، الذئبة القائدة، ورفيقها «بالوكان» مع جرائهم الثلاثة «إيمياك»، و«شتيرنشفستر» و«شيريكي» - وفقا للقانون «فاكا»، الذي ينصُّ على أن كل الحيوانات متساوية. فجأة يصبح هذا التعايش السلمي في خطر؛ جاء قطيع لعين، بعدد غير متناهي، تحت قيادة «شوجاركان» لضمّ كل القطعان إليه، فصار «بالوكان» أول ضحاياه، وأُصيبت «آكونا» بجرح قاتل، وأجبر «شوجاركان» قطيعها على التحرك معه، لكن «شتيرنشفستر» و«إيمياك» و«شيريكي» رفضوا المضي لتحقيق ذلك وهكذا تمضي القصّة في عالم الحيوانات الذي يُجسّد بشكلٍ أو بآخر عالم الإنسان.
ترجم محمد رمضان حسين للكاتب والصحفي الهولندي «بيتر شتاينس» كتاب «مغزى القراءة» وقد ساهم هذا الكتاب في التعريفِ بأعمال وإنتاجات الكاتب في العالم العربي كونه أول عمل يُترجم ويُنشر للكاتب باللغة العربية. لقد عرَّف هذا الكتاب ببيتر شتاينس الذي اكتشفَ في صيف 2013 أنه مصاب بمرض التَّصَلُّب الجانِبِيّ الضُّمورِيّ وأن حياته ستنتهي قريبًا، فبدأ بعد ستة أشهر كتابة مقالة أسبوعية في صحيفة «إن آر سي هاندلسبلاد» ربط فيها مسار مرضه بالكتب التي قرأها أو أعاد قراءتها. يصفُ شتاينس في هذا الكتاب – التي تُرجم بالعربيّة إلى «مغزى القراءة» في إشارة واضحة لموضوع العمل – تدهور حالته الجسديَّة ورحلته مع المؤسسات الطبية ببساطة ومرح، كما يصفُ تأمّله في مواضيع مثل العجز والفراق والاستسلام والألم، وأيضًا في الأشياء الجميلة التي ينطوي عليها مرض مميت.
ترجم محمّد للكاتبة «داتسي روكشاني» عملًا واحدًا مشهورًا هو رواية «كاترينا» وهي الرواية التي تدور أحداثها في ثمانينيات القرن الماضي حيث تحكي قصّة فتاةٍ اسمها كاترينا تبلغُ السادسة عشر من العمر وتعيشُ التحولات المضطربة التي مرّ بها المجتمع اللاتفي في فترة استقلاله عن الاتحاد السوفيتي، ثمّ تجربة وقوعها في علاقة عاطفية مثيرة، وومضات ذكرياتها الطفولية التي تتخلل النص.

## قائمة أعماله
هذه قائمةٌ بأبرز أعمال المترجم المصري محمد رمضان حسين:
- سر ملتهب[16]
- ملحمة الذئاب[17]
- مغزى القراءة[18]
- كاترينا[19]
- التحدي الصيني - أثر الصعود الصيني في حياتنا[20]
- نار حية - قصة حب ميلينا يسنسكا
- الناي الذهبي[21]
- العصفورة التي تبيض ذهبا